# サイト・ファーイク
サイト・ファーイク（Sait Faik Abasıyanık, 1906年11月18日 - 1954年5月11日）はトルコの作家。
アダパザルの出身。裕福な材木商の家庭に育つ。1923年にイスタンブールへ引っ越し、高等学校に入学するが、1925年にはブルサの学校へ転校。1928年にイスタンブール大学文学部へ入学したのち、短篇小説を発表。大学中退後はグルノーブル、パリ、マルセイユなどを転々とする。
1934年からトルコの文芸誌に寄稿をはじめ、イスタンブールで教職についたのち、最初の短篇集 Semaver を発表。事業に手を出すがうまくゆかず、父の死後はプリンスィズ諸島のブルガズ島で母と暮らしつつ創作を続けた。作品は国際的に評価され、1953年にはマーク・トウェイン協会の名誉会員に選ばれるが、翌年に肝硬変により病没した。
イスタンブールを舞台とした短篇小説で高い評価を得ており、英訳の短篇選集が出ているほか、いくつかの作品が映像化されている。1955年には、母により「サイト・ファーイク短篇賞」が設立された。

## 主な著作

### 短篇集
- Semaver (The Tea Urn) 1936
- Sarnıç (The Fountain) 1939
- Şahmerdan (The Serpent) 1940
- Lüzumsuz Adam (The Unnecessary Man) 1948
- Mahalle Kahvesi (The Café House) 1950
- Havada Bulut (Cloud in the Sky) 1951
- Kumpanya (The Circus) 1951
- Havuz Başı (The Poolside) 1952
- Son Kuşlar (The Last Birds)
- Alemdağ'da Var Bir Yılan (There is a Snake in Alemdağ) 1953
- Az Şekerli (Just a Bit of Sugar) 1954
- 『イスタンブール短編集』　小山皓一郎編訳、響文社、1997年。 - 日本版オリジナル。全集からイスタンブールを舞台とした28編を選んで訳出したもの。
  - ガルソン
  - サモワール
  - はしけ
  - ある恋の物語
  - 晴雨計
  - 裏町のカフェ
  - 四つのプラス
  - 公園の朝と夕べと夜
  - 一群の男たち
  - 物語を追って
  - 街を忘れた男
  - 無用の人
  - 独りごと
  - 噴水池のほとりで
  - アレムダーには蛇がいる
  - ピシ・ピシ
  - 司祭さま
  - カシュカダス島で
  - 最後の小鳥たち
  - 汽船
  - 探海灯技手
  - 地図上の点
  - 海辺の人びと
  - 海水浴場の鏡
  - あずまやの墓
  - シヴリアダの夜
  - ふたりの物語
  - ステリヤノス・フリソプロス号

### 長篇
- Bir Takım Insanlar (A Set of People) 1944
- Kayıp Aranıyor (Wanted) 1953

### 詩集
- Şimdi Sevişme Vakti (Now, It is Time for Love) 1953